# Astronomer Royal
Astronomer Royal är en brittisk titel som länge bars av direktören för observatoriet i Greenwich.
Ämbetet instiftades av Karl II den 22 juni 1675. Sedan 1972 är Astronomer Royal en hederstitel för förtjänta astronomer.

## Innehavare
- John Flamsteed (1675–1720)
- Edmond Halley (1720–1742)
- James Bradley (1742–1762)
- Nathaniel Bliss (1762–1764)
- Nevil Maskelyne (1765–1811)
- John Pond (1811–1835)
- George Biddell Airy (1835–1881)
- William Christie (1881–1910)
- Frank Dyson (1910–1933)
- Harold Spencer Jones (1933–1955)
- Richard van der Riet Wooley (1956–1971)
- Martin Ryle (1972–1982)
- Francis Graham Smith (1982–1990)
- Arnold W. Wolfendale (1990–1995)
- Martin Rees (från 1995)